# Ubrizsy Gábor
Ubrizsy Gábor (Ungvár, 1919. szeptember 23. – Budapest, 1973. május 25.) Kossuth-díjas növénypatológus, mikológus, botanikus, a Magyar Tudományos Akadémia rendes tagja. Az egyes növénybetegségek hátterében álló mikroszkopikus gombák kutatásán, a növényvédelmi módszerek
kidolgozásán túlmenően Moesz Gusztáv mellett a 20. századi magyarországi mikológia (gombatan) kiemelkedő alakja volt. Két évtizeden keresztül, 1950-től 1969-ig irányította alapító igazgatóként a Növényvédelmi Kutatóintézetben folyó tudományos munkát.

## Életútja
Ungváron született (a vesztes világháborús időszakban az akkor éppen Csehszlovákiához, majd Trianont követően a Nagymagyarországtól elcsatolt Kátpátaljai területhez tartozott). Édesapja Szabolcs vármegyei irodatiszt, aki egész életében csak igen nagy nehézségekkel tudta hat gyermekét felnevelni, s mindnek diplomát biztosítani. Édesanyja Morgen Ilona. Elemi és középiskoláit Nyíregyházán járta ki. 1937-ben a debreceni Tisza István Tudományegyetem bölcsészettudományi karára iratkozott be. A Növénytani Intézetben Soó Rezső fizetés nélküli gyakornoka (1938-1941),  ahol Gulyás Antal irányítása mellett végezte a kutatómunkát. Diplomáját 1941-ben szerezte meg természetrajz–földrajz szakon, a következő évben (1942) pedig sikeres tanári vizsgát is tett biológia, földrajz és kémia tárgyakból. Diplomaszerzését követően a pallagpusztai Debreceni Gazdasági Akadémia tanársegédjévé nevezték ki (1941-1943), 1943 januárjától pedig a kolozsvári Állami Vetőmagvizsgáló Intézethez került mint kísérletügyi asszisztens. Alig töltött itt fél évet, miután visszatért Debrecenbe, és a helyi mezőgazdasági középiskolában folytatta az oktatómunkát gazdasági tanárként. Rövid idő múltán, 1943 októberében bevonult, és a második világháborúban harcolt. Amerikai hadifogságba esett, (1943-1945), és csak 1945 októberében tért haza Magyarországra.1946-tól 1949-ig a szarvasi mezőgazdasági középiskolában oktatott, majd 1949-ben a mikológia egyetemi magántanára lett (habilitált) a Debreceni Tudományegyetemen. Ezzel párhuzamosan 1949–1950-ben a budapesti Mezőgazdasági Tudományos Központban is dolgozott főelőadóként, illetve – ugyancsak 1949-ben – a fővárosi Növényegészségügyi Intézet munkatársa lett. Ez utóbbi helyen feladata az intézet szervezeti-szakmai átalakítása volt. A Növényvédelmi Kutatóintézet néven újászervezett kutatóhely első igazgatója volt 1950-től egészen 1969-ig, azt követően haláláig (1973) tudományos tanácsadóként segítette a növényvédelmi kutatómunkát. 1964-től pedig a Kertészeti és Szőlészeti Főiskola magántanáraként mikológiát oktatott.

## Munkássága

### A vegetációkutatás bűvöletében
Pályája elején a botanika egyes területei, a florisztika és a növénytársulástan vonzották kutatói érdeklődését, első dolgozatát még középiskolás korában írta le 1936-ban. Behatóan tanulmányozta a Nyírség és a Vihorlát virágos növényzetét és gombáit (1940-1942). A Soó Rezső tanítványok első generációjának tagja, az önállóság és a függetlenség érdekében olyan területek felé specializálódott, amelyek Soó Rezső személyes kutatói érdeklődési körén kívül estek. Ubrizsy esetében ez a terület a gyomnövény kutatás volt. Gyombiológiai kutatásai a Növényvédelmi Kutató Intézetben teljesedtek ki. Itt kezdte meg a Soó-iskolából hozott cönológiai ismereteit a gyomnövényzet kutatásában hasznosítani.Célul tűzte ki Magyarország gyomvegetációjának korszerű cönológiai módszerekkel való feltárását. Ezen elhatározás nyomán készültek el Magyarország ruderális gyomtársulásaival (1949, 1950, 1955) kapcsolatos tanulmányai. A gyomnövény társulások ökológiájának elismert tudósa volt. 1950-ben került sor a terepbotanika egyik nagy eseményére, a vácrátóti Növényföldrajzi térképezési tanfolyam megrendezésére, amelyen Ubrizsy Gábor is részt vett, és a Ruderális gyomvegetációról tartott előadást.
A vegetáció-kutatás (akkoriban) szerves részét jelentette az ún. nagygombák csoportja, ennek során Magyarországon elsőként foglalkozott a különféle magyarországi erdőtípusok nagygombáinak társulástani kérdéseivel, ökológiai, élettani, rendszertani és törzsfejlődési kitekintéssel. A Magyarország kalapos gombáinak kézikönyve (1951), Magyarország nagygombái (1951), Magyarország nagygombái, a kalaposgombák kivételével (1953, társszerzőkkel) ezen időszak jeles könyvei.

### Környezetvédő szemlélete
Ubrizsy Gábor elkötelezett híve és úttörője volt a hazai környezetvédelemnek. A környezet védelmét szem előtt tartó, okszerű és tervezett, ún. integrált növényvédelmi (INV módszerek (közismert angol elnevezéssel: Integrated Pest Management IPM) híve volt. Ő használta először hazánkban az az integrált növényvédelem kifejezést (szóhasználatában: "integrális növényvédelem"), amely elemei hivatalosan csak 2010-ben kerültek jogszabályi normaként definiálásra. Az integrált növényvédelem a különböző növényvédelmi módszerek összehangolt alkalmazását jelenti a károsítók (kórokozók, kártevők, gyomok) elleni védekezésben, minimalizálva a környezeti terhelést és a költségeket., melynek célja a fenntartható gazdálkodás, a termésbiztonság és a fogyasztók egészségének védelme. Kutatásai kiterjedtek az emberi települések és egyéb haszonnövények (szőlő, rizsföld stb.) közelében végzett vegyszeres gyomirtás hatáselemzésére is, melynek során részletesen összefoglalta a folyamatos gyomirtó kezelésekkel járó negatív környezeti hatásokat, a növénytakaró és az ökoszisztéma megváltozásának mechanizmusát. Hazai vonatkozásban ő hívta fel elsőként az egyoldalú és egyre emeltebb dózisú herbicid használat veszélyeire, amely a gyomflóra fajspektrumának kedvezőtlen megváltozását idézheti elő. A Peszticidek: Áldás és átok? (1969) c. könyvében elemzi a növényvédő szerek használatának előnyeit és kockázatait.

### Intézetigazgatói feladatok
Részt vett az amerikai fehér medvelepke vagy szövőlepke (Hyphantria cunea) és a burgonyarák (Synchytrium endobioticum) elleni növényvédelmi eljárások kidolgozásában. Előbbi egy sok-tápnövényű, több mint 200 növényfajt súlyosan károsító lepkefaj: a hazai fehér eperfa (Morus alba) faállomány is ezen kártevő hernyójának kártétele miatt szorult teljesen vissza. A burgonyarák betegséget Nagy-Magyarországon Schilberszky Károly 1896-ban írt le új kórokozóként a Felvidéken. 
Ubrizsy számos előadást tartott az MTA-ban, hazai és külföldi tudományos társaságokban. Jelentős része volt a mezőgazdasági fejlesztési tervek kidolgozásában, a hazai növényvédelmi és botanikai kutatások szervezésében és irányításában. A tehetséges munkatársakat felkarolta, nem ismerte a szakmai féltékenységet. Elutasította az arroganciát, csak a kölcsönös tiszteleten alapuló vitákban volt hajlandó részt venni. Ubrizsy a Növényvédelmi Kutatóintézet első igazgatója volt 1950-től egészen az 1969-es méltatlan leváltásáig, mellyel tudós társai sem értettek egyet: 1952-ben a biológiai tudományok doktora címet kapta, 1965-ben az MTA levelező, 1973-ban rendes tagjává választották.
Sajnálatos módon az akkori Mezőgazdasági Minisztérium Növényvédelmi Főosztályának vezetője Nagy Bálint nem tűrte meg a vetélytárs tudóst, ami végül Ubrizsy eltávolításához vezetett. Nagy Bálint nem támogatta a Növényvédelmi Kutatóintézetet, mert az konkurenciát jelentett a Növényvédelmi Szolgálat központi és megyei laboratóriumainak. A Növényvédelmi Állomások hálózatának felállításában segítségére volt Nagy Bálintnak az, hogy meg tudta győzni a fejlesztés fontosságának elsőbbségéről az akkori kommunista pártfunkcionárius, osztályszempontból "megbízható elvtárs" származású minisztert, egyben vadászcimborát, Czinege Lajost; azzal, hogy a hidegháború esetleges eszkalálódásával ezek a laboratóriumok egy nap alatt átállíthatók lesznek vegyvédelmi állomásokká. Ennek következtében alakult ki az az ironikus helyzet, hogy az állomások műszerparkja messze felülmúlta a Növényvédelmi Kutató Intézet felszereltségét, miközben ott kellett kidolgozni az alapvető diagnosztikai módszereket a növényvédelmi kémia és más alapkutatási területeken.

### Gombarendszertani kutatások
Gombarendszertani kutatásai során – részben Vörös Józseffel közösen – kísérletet tett egy új rendszertan felállítására, a Soó Rezső által korábban felvázolt szisztéma kiigazítására. A Növénykórtan könyvének első kiadása egy kötetben 1952-ben jelent meg. A Növénykórtan I-II. kötet az Akadémiai Kiadó sikerkönyve 1965-ből, Ubrizsy Gábor szerkesztésében és a legkiválóbb szerzők bevonásával mind a mai napig hiányzó részletességű és alaposságú munka. Az I. kötet: Általános növénykórtan, élettani, vírusos és baktériumos megbetegedések, a II. kötet: Gombás megbetegedések, virágos élősködők károsításai, különösen a II. kötet (Gomba okozta betegségek) taxonómiai sorrendben összegzi az egyes betegségeket, külön jelölve mindazokat, amelyek hazai előfordulását 1965-ig már referálták, így az újonnan felbukkanó kórokozókhoz alapvető igazodási támpontot jelentett a felhasználói praecomputer (1990-es évek közepe) és internet elérhetőség előtti (2000-es évek első évtizede) időszakában, különösen a kommunista periódusok (a "gulyáskommunizmus" végezetéig) erősen korlátos külföldi szakfolyóirat- és szakkönyv-hiányos évtizedeiben. Az első átfogó mikroszkopikus gombák taxonómiai meghatározására készült munka: Ubrizsy Gábor - Vörös József Mezőgazdasági mykológia az Akadémiai Kiadónál jelent meg 1968-ban. A három kötetes Bánhegyi József (1911-1976), Ubrizsy Gábor (1919-1973), Tóth Sándor (1918-2014) és Vörös József (1929-1991) munkája (ebből az első két szerző posztumusz): Magyarország mikroszkópikus gombáinak határozókönyve I-III. (1985-1987) az Akadémiai Kiadó gondozásában, sajnálatosan már kissé kései megjelenése miatt, és a konzekvens taxonómiai változásokat is magában foglaló határozókönyvi használhatóság tekintetében. A mikotaxonómia - különösen a molekuláris biológia eredményeivel kiegészülve - az 1990-es évek közepétől napjainkig óriási változásokon mentek és mennek keresztül.

### Gyakorlati növényvédelmet segítő munkássága
Ubrizsy meghatározó fontosságú munkásságát ezen a területen a megjelent könyvek jelentik, amelyekben szerző, társszerző, szerkesztő vagy társszerkesztő játszott szerepet. A növényvédelem gyakorlati kézikönyve. Budapest (1951), Kerekes Lajos társszerkesztésével;  A Termesztett növényeink védelme (Reichart Gábor társszerzőségével) a Mezőgazdasági Kiadónál jelent meg (1958). A Vegyszeres gyomirtás könyve 1962-ben a Mezőgazdasági Kiadónál, míg ugyanazon évben A növényvédelmi kutatás gyakorlati bevezetésre alkalmas legújabb eredményei az Akadémiai Kiadónál jelentek meg. A Növényvédelmi enciklopédia I–II. 1968-ban (Ubrizsy Gábor szerkesztésében) valódi enciklopédikus munka, hatékony segítséget adva a praktizáló növényorvosok elméleti és gyakorlati munkájának, erősítve a növényvédelem aranykorának időszakát (1959-1983), Nagy Bálint és Nechay Olivér hatósági szakmai irányítása mellett.

### Igazgatói leváltását követő szakmai érdeklődése
Ubrizsy élete utolsó szakaszában (1969-1973) a Növényvédelmi Kutató tudományos tanácsadója maradt, a herbológia és a környezetvédelem behatóbban is foglalkoztatta. Emellett tanulmányozta a növénykórtan tudományágának történetét, de művelődéstörténeti vonatkozásait is: filológiai igénnyel elemezte ókori és középkori szerzők növénybetegségekről alkotott felfogását.

## A tudós nem kizárólag a tudománynak élt
A társadalomtudományokban, főleg a művészet- és irodalomtörténetben is „kiművelt emberfő" volt. A természettudósok nagyobb részét saját kutatási körén kívül más alig érdekli. Ubrizsy a legkiemelkedőbb magyar műgyűjtők egyike volt. Képeinek és szobrainak nagyszerű hozzáértéssel összeválogatott gyűjteménye teljes áttekintést nyújt a XIX-XX. század magyar művészetének történetéről, Markó Károlytól és Ferenczy Istvántól az absztraktokig és szürrealistákig, benne jóformán minden nagy mester képviselve van. Gyűjtőszenvedélye elsősorban a könyvekre és a képzőművészeti alkotásokra terjedt ki. 250 festményt gyűjtött össze különböző magyar nagymesterektől. Köztük olyan nevek vannak, mint Czóbel, Egry, Rippl-Rónai, Szinyei Merse és Szőnyi. Halála után gyűjteményének jelentős része állami tulajdonba került. Legszebb darabjai Pécsett a Janus Pannonius Múzeumban lettek kiállítva ahol, egy állandó kiállításon évekig megtekinthetők voltak. Érdeklődése azonban ennél sokkal szélesebb alapokon nyugodott, magába foglalta a szépirodalmat, a történelmet, a filozófiát és a néprajzot is, ekkor imponáló műveltsége beszélgető partnereit lenyűgözte.

## Társasági tagságai és elismerései
1965-ben a Magyar Tudományos Akadémia levelező, 1973-ban rendes tagja lett, elnökként irányította az MTA Növényvédelmi Bizottság munkáját. Ugyancsak elnöke volt a Magyar Agrártudományi Egyesület Növényvédelmi Társaságának, a Környezetvédelmi Agrár-munkabizottságának. Az MTA Botanikai Bizottságának éveken át tagja,1968 után az Országos Erdészeti Egyesület (OEE) mikológiai szakosztályának elnöke. Nemzetközi elismertségét jelzi, hogy 1955-től tagja, 1964-től elnökségi tagja volt a Centre International des Antiparasitaires-nek, 1966-tól ugyancsak elnökségi tagja volt az Európai Gyomnövénykutatási Társaságnak (European Weed Research Society, EWRS), 1971-ben pedig a Brit Mikológiai Társaság (British Mycological Society) tagjává választották. Elnökségi tagja vagy szakértője az Európai és Mediterrán Növényvédelmi Szervezetnek (European and Mediterranean Plant Protection Organisation, EPPO; Centre International des Antiparasitaires-nek; az Európai Gyomkutató Tanácsnak (European Weed Research Council, EWRC).
Munkásságát  meglepő módon a korabeli politikai hatalom is elismerte. A növényvédelem gyakorlati kézikönyve (1951) című társszerzői kötetéért a Kossuth-díj ezüst fokozatát kapta meg, 1964-ben pedig a Munka Érdemrend arany fokozatának kitüntetettje lett. 1971-ben az Országos Erdészeti Egyesület Clusius-emlékérmét vehette át.
Gombanemzetséget (Ubrizsya oxycocci Negru & R. Sandor, Acta Bot. Hung. 11: 219 (1965) és több gombafajt neveztek el róla: Fusicoccum ubrizsyi Negru & R. Sandor, Acta Bot. Hung. 10: 311 (1964), Prototheca ubrizsyi Zsolt & E.K. Novák, Acta Phytopathologica Academiae Scientiarum Hungaricae 3: 423-430 (1968) (ma: Protozoa, incertae sedis).

## Főbb művei
Ubrizsy Gábor publikációkba zárt szellemi hagyatékáról időrendben (1936-1974) Solymosi Péter herbológus 2021-ben 53 publikációt vett számba. Alapvető növényvédelmi és növénykórtani áttekintései, mikológiai kézikönyvei mellett - egy másik számítás szerint - mintegy másfél száz tanulmánya és a kétszázötvenet is meghaladó  ismeretterjesztő cikke jelent meg. Nemcsak hazánk gombaflórájának ismeretét gyarapította számos részlettanulmánnyal, de különösen sajnálatos, hogy a magyar gombaflóra 1967-ben megkezdett szintézisét (Review of Mycoflora of Hungary) már nem fejezhette be.  Ubrizsy munkáinak tételes számbavételével a tudomány még adós. 
A legfontosabb művek félkövéren kiemelve:
- A Nyírség gombavegetációja. Tisia 1941. 5: 43‒91.
- Szociológiai vizsgálatok a Nyírség gombavegetációján. Acta Geobot. Hungarica. 1942. 5: 251‒279.
- Gombák szerepe a növénytársulásokban. Magyar Gombászati Lapok 1946. 3: 4‒7.
- Moesz Gusztáv: A Kárpát-medence üszöggombái, Budapest, 1950. [a szerző 1946-os halálát követően /posztumusz/ sajtó alá rendezte: Ubrizsy Gábor]
- Magyarország kalaposgombáinak határozó kézikönyve. Akadémiai Kiadó, Budapest. 1951 (többekkel)
- A növényvédelem gyakorlati kézikönyve. Budapest. 1951 (Kerekes Lajossal társszerkesztésben), ennek kapcsán kapta meg a Kossuth-díj ezüst fokozatát, megjelent 3 kiadásban: 1951, 1953, 1958
- Növénykórtan. Budapest. 1952
- Növénykórtan I-II, 1965Magyarország nagygombái, a kalaposgombák kivételével. Budapest. 1953 (többekkel)

- Vegyszeres gyomirtás. Budapest. 1958

- Termesztett növényeink védelme. Budapest. 1958 (Reichart Gáborral)

- A növényvédelmi kutatás gyakorlati bevezetésre alkalmas legújabb eredményei. Budapest. 1962

- Növénykórtan I-II. Akadémiai Kiadó, Budapest. 1965 (többekkel, szerk.)

- Mezőgazdasági mykologia. Akadémiai Kiadó, Budapest. 1968 (Vörös Józseffel)
- Növényvédelmi enciklopédia I–II. Akadémiai Kiadó, Budapest. 1968 (többekkel, szerk.)
- Mezőgazdasági mykologia, 1968A vegyszeres gyomirtás gyakorlata. Budapest. 1969 (Gimesi Antallal)
- Peszticidek: Áldás és átok? Budapest. 1969
- Magyarország mikroszkópikus gombáinak határozókönyve I-III. (Bánhegyi S., Ubrizsy G., Tóth S. Vörös J. Akadémiai Kiadó, Budapest. 1985-1987.

## Emlékezetének őrzése
- Ubrizsy korai tüdőembólia-okozta halálát követően a gyászjelentésén ez állt: „Az elhunytban az általános növényvédelem a növényvédelmi mykológia, a herbológia és a környezetvédelem sokoldalú, kiváló művelőjét veszítettük el, aki a Növényvédelmi Kutató Intézet újjászervezésével nemzetközi hírnevet és színvonalat biztosított a magyar növényvédelmi kutatásnak" szóról-szóra igaz, de nem teljes méltatás. Ubrizsy Gábor ugyanis a növénytan több ágának mint alapkutatásoknak is kiemelkedő művelője volt.[3]
- A Farkasréti Nemzeti Sírkertben a "Tudósok parcellájában" helyezték el hamvait, amelyen először mészkőből készült egyszerű mészkő oszlop állt, melyen Ubrizsy életének-halálának  számadatai (1919-1973) mellett felesége, Csanády Mária (1926-1988) évszám adatai voltak találhatók.A síremlékére a posztamensen – mészkő oszlopon álló – stilizált fejet Borsos Miklós szobrászművész készítette. Az eredeti alkotást 1963-ban készült Napbanéző címmel állították fel, ma ennek a másolata található a síremléken. Az alkotást 2019-ben ellopták, halálának 50. évfordulójára a másolatát újra felállították a növényorvos szakma képviselőinek és lányának jelenlétében 2023-ban.[6]
- Halálának 40. évfordulóján – 2013-ban Kárpátalján is megemlékeztek.[12]
- A félévszázados megemlékezést (2023) Horváth József ezzel a című írásával tette: "Emlékezés az 50 éve elhunyt Ubrizsy Gábor akadémikusra , a tudomány, a művészet és az iskolateremtés professzorára." [13] Ezzel is jelezvén, hogy tudós egyben műgyűjtője volt a modern képzőművészeti alkotásoknak.

Ubrizsy Gábor kedvenc vizslájával képgyűjteménye előtt

- A Janus Pannonius Múzeum Modern Magyar Képtára a 19. század végi és a 20. századi magyar képzőművészet átfogó bemutatását tűzte ki célul, gyűjteményét gyakran magángyűjtemények megvásárlásával is gyarapítva. Az 1982-es év egyik meghatározó szerzeményezése az Ubrizsy-gyűjtemény 235 darabja volt, melynek feléhez ajándékozás révén jutott hozzá a múzeum. A gyűjteményben található többek közt Gulácsy Lajos alkotása, Az ópiumszívó álma, a látomásos szürrealizmus korszakos jelentőségű példája, Nemes-Lampérth József expresszív Tabáni részlete, Mednyánszky László lírai Tengerszeme, valamint a nagybányai iskola meghatározó alakjainak – Ferenczy Károlynak, Réti Istvánnak és Maticska Jenőnek – jelentős alkotásai.[14]